# Afghanistans administrativa indelning

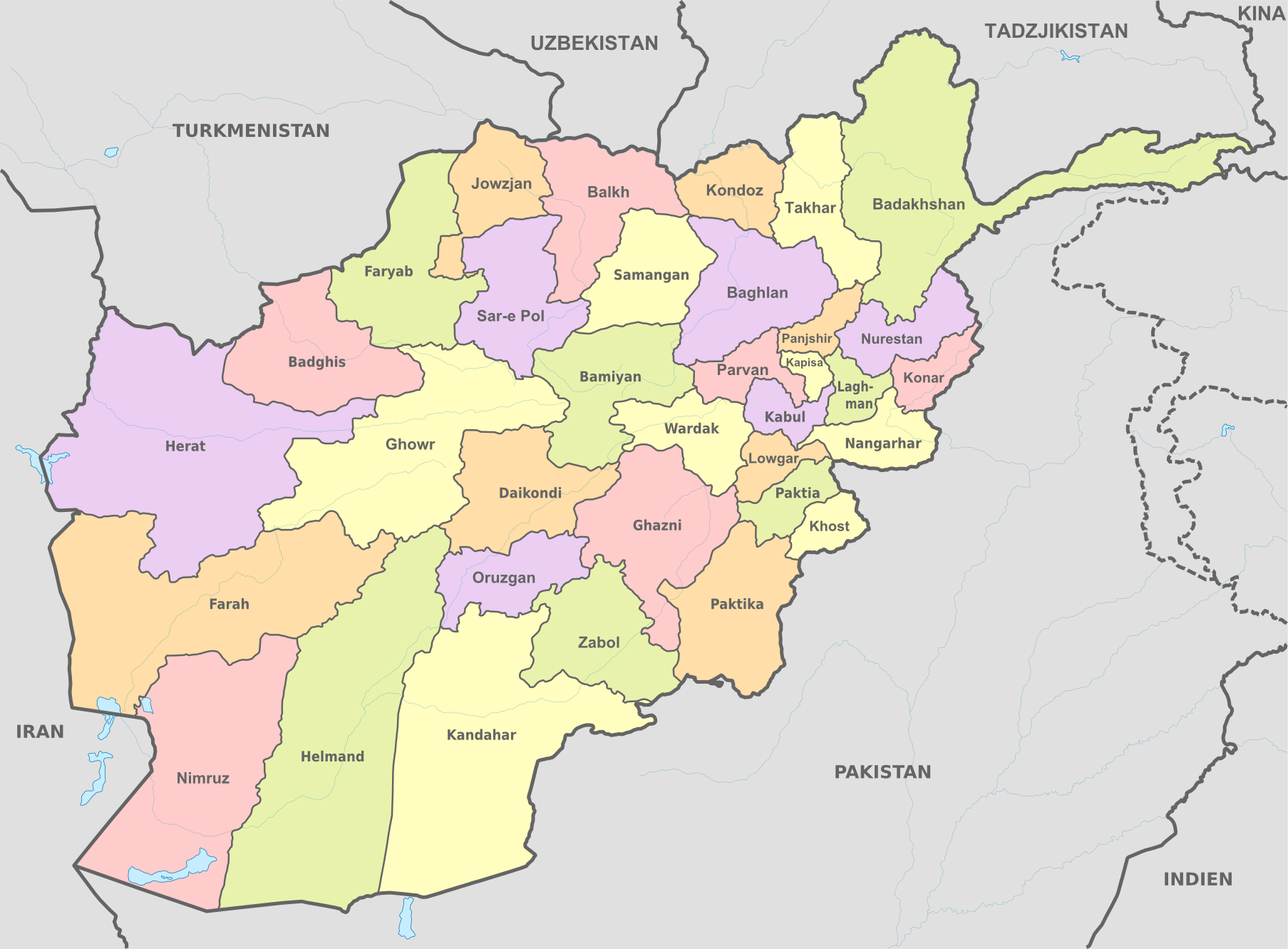
Afghanistans indelning på provinsnivå

Afghanistans administrativa indelning utgörs på den första nivån av 34 provinser, wilayat (dari: ولایت), som i sin tur är indelade i distrikt, wuluswali (وُلُسوالی) eller uluswali (اولُسوالی).
Varje provins i Afghanistan har i ledningen en guvernör, wali, underställd inrikesministeriet, och ett antal representanter underställda respektive departement i Kabul. Varje distrikt leds i sin tur av en administratör kallad wuluswal, som är underställd guvernören.
NSIA (National Statistics and Information Authority) listade i sina beräkningar för år 2022 totalt 398 distrikt, varav 24 angavs vara provisoriska. Efter talibanernas maktövertagande sommaren 2021, lär dock vissa ändringar ha gjorts i den administrativa indelningen, men information angående hur den aktuella indelningen ser ut kan variera beroende på källa.
De indelningar i provinser och distrikt som 1964 års konstitution medförde, kunde dessutom få tillägg av delprovinser, loy wuluswali, och underdistrikt, alaqadari. Med konstitutionen 1964 och påföljande lagstiftning 1965 kom dessutom separata kommunorganisationer på provinsnivå (sharwali wilayat) och distriktsnivå (sharwali wuluswali). Dessa skulle ha i lokalval utsedda råd i ledningen, men i brist på nödvändiga lagändringar blev de aldrig valda.
I 2004 års konstitution var indelningen i provinser och distrikt kvar sedan tidigare. Separat från dessa, skulle kommunorganisationerna inom varje provins- och distriktsområde dessutom ha ett i lokalval utsett råd i ledningen. I praktiken fortsatte dock centralstyrningen att dominera; införandet av lokalval genomfördes inte, och utan kompletterande lagändringar blev de lokala rådens inflytande mycket begränsat. Varje kommunbudget krävde fortfarande beslut från inrikesministeriet.
När talibanerna tog makten i Kabul i offensiven sommaren 2021, förkastade de den gällande konstitutionen och stora delar av annan lagstiftning. Året efter kunde man dock konstatera att de ändå valt att fortsätta med en del av de tidigare lagarna och en hel del av strukturerna för administrationen, men sett till att placera talibantrogna personer på betydelsefulla poster.